# Талашманце
Талашманце или Талашманци (на македонска литературна норма: Талашманце) е село в североизточната част на Северна Македония, община Кратово.

## География
Селото e разположено na 10 км северозападно от общинския център Кратово.

## История
В XIX век Талашманце е малко изцяло българско село в Кратовска кааза на Османската империя. Според статистиката на Васил Кънчов („Македония. Етнография и статистика“) от 1900 година Талишманци има 280 жители, всички българи християни.
В началото на XX век население на селото са под върховенството на Българската екзархия. По данни на секретаря на екзархията Димитър Мишев („La Macédoine et sa Population Chrétienne“) през 1905 година в Талашманци (Talachmantzi) има 232 българи екзархисти.
При избухването на Балканската война в 1912 година четирима души от Талашманце са доброволци в Македоно-одринското опълчение. След Междусъюзническата война в 1913 година селото попада в Сърбия.

## Личности
Родени в Талашманце
- Димитър Пешев, доброволец в четата на Иван Атанасов – Инджето през Сръбско-българската война в 1885 година[4]
- Дончо Ангелов (1884 – 1921), български революционер, деец на ВМОРО
- Илия Иванов, български революционер, четник на Дончо Ангелов в 1914 година[5] и в 1915 година[6]
- Кръстьо Корияшки (1875 – 1921), деец на ВМРО, загинал в сражение със сръбски части през април 1921 година[7]
- Стефан Велков (1879 – 1945), български революционер от ВМОРО
- Яким Митров, български просветен деец